# 彭誼
彭誼，字景宜，廣東東莞縣（今東莞市）人。明朝官吏。
宣德十年乙卯科廣東鄉試舉人，除工部司務。明景帝繼位后，舉薦任監察御史。跟從工部尚書石璞塞沙灣決河。景泰五年（1454年），跟從大學士王文巡視江、淮，隨後升爲大理寺丞。同年擢右僉都御史，提督紫荊、倒馬諸關，并彈劾都指揮胡璽納賄縱軍。隨後因得罪內臣，下紹興府知府，期間賑災民飢。之後升山東左布政使、入朝為工部左侍郎。成化四年（1468年），以右副都御史任遼東巡撫，隨後告老歸鄉，居家四十余年卒。